# Сан (буква)
Вижте пояснителната страница за други значения на Сан.
Сан е името на архаична буква от гръцката азбука, намираща се между пи и копа, която днес не се използва. Тази буква е имала форма близка до мю и с нея се е означавал звукът /s/. Нейното използване постепенно било заменено от сигма. А в египетския тази буква е била детерминатив и се е използвала за множествено число.